# حشيفة
الحُشَيْفَةحزام غدي ثخين وغير مجزأ من جدار الجسم بالقرب من الرأس في ديدان الأرض والعلقيات ، يفرز كيسًا لزجًا تُخزن البيض فيه في زمن التعاظل. يقع بالقرب من مقدم الجسم، بين الجزأين الرابع عشر والسابع عشر. كل من عدد المقاطع إلى حيث يبدأ الحشيفة وعدد الأجزاء التي تشكلها مهمان لتحديد ديدان الأرض. في ديدان الأرض الصغيرة، تحتوي الحشيفة على طبقة واحدة فقط، ما ينتج عنه كمية أقل من البيض من تلك الموجودة في ديدان الأرض الضخمة، التي تحتوي على حشيفة كبيرة متعدد الطبقات يحتوي على خلايا خاصة تفرز الألبومين في كيس بيض الديدان. 
الحُشيفة جزء من الجهاز التناسلي للسرجيات، وهي مجموعة فرعية من الحلقيات التي تحتوي على قليلات الأشواك (ديدان الأرض) و العلقات. الحُشيفة حزام ثخين تشبه السرج توجد في البشرة (جلد) الدودة، وعادة ما يكون لها صبغة فاتحة اللون. تفرز الحشيفة سائلًا لزجًا لتنشئ شرنقة لبيضها. يستخدم هذا العضو في التكاثر الجنسي لبعض الحلقيات، مثل العلق.
لا يمكن رؤية الحشيفة في ديدان الأرض إلا عندما تنضج الدودة جنسياً. قد يكون لونه أبيض أو برتقالي-أحمر أو بني محمر. ديدان الأرض جاهزة للتزاوج عندما يكون لون الحشيفة برتقالياً.  تظهر الحشيفة في العلقات أثناء موسم التعاظل، حيث يستخدم للتكاثر الجنسي وإفراز شرنقة للبيض. عادة ما يكون لونه أفتح قليلاً من لون جسم العلقية.